# Maria Alexander
Maria Alexander (* 27. Mai 1936 in Wien) ist eine österreichische Opernsängerin (Sopran) und Schauspielerin.

## Leben
Maria Alexander stammt aus einer Opernsängerfamilie. Sie erhielt ihre Schauspiel-Ausbildung in Dresden und spielte vier Jahre an der Staatsoper Dresden. Ab 1959 wirkte sie am Metropol-Theater in Berlin. 1996 wurde sie Ehrenmitglied des Theaters. In ihrer Theaterzeit spielte Alexander Hauptrollen in Operetten und verschiedenen Musicals. In dem Stück My Fair Lady spielte sie anfangs die Hauptrolle der Eliza Doolittle, 22 Jahre später die Hausdame Mrs. Pearce.
Neben dem Theater wirkte Alexander auch gesanglich in Fernseh- und Radio-Produktionen mit, so synchronisierte sie auch Disney-Produktionen. 1960 war Alexander als Ditha Donner in dem Fernsehfilm 2x Madeleine zu sehen, im selben Jahr wirkte sie in dem DEFA-Film Silvesterpunsch ebenfalls gesanglich mit. 1963 spielte sie in Der Dieb von San Marengo die Viola. In Joachim Kunerts Antikriegsfilm Die Abenteuer des Werner Holt stellte sie die Gertie Ziesche dar.
Alexander war bis zu dessen Tod 2011 mit Wolfgang Ostberg verheiratet, das Paar hat drei Kinder, aus einer früheren Beziehung hat sie eine Tochter.

## Filmografie (Auswahl)
- 1960: 2x Madeleine (Fernsehfilm)
- 1960: Von Melodie zu Melodie – Tonfilmschlager von gestern und heute (Fernsehshow)
- 1960: Silvesterpunsch
- 1963: Der Dieb von San Marengo
- 1963: Kontrapunkt und Liebe (Fernsehfilm)
- 1965: Die Abenteuer des Werner Holt

## Theater
- 1971: Conny Odd/Maurycy Janowski: Karambolage (Barbara) – Regie: Hans-Joachim Martens (Metropol-Theater (Berlin-Mitte))
- 1973: Gerd Natschinski/Helmut Bez/Jürgen Degenhardt: Mein Freund Bunbury (Cecily) – Regie: Hans-Joachim Martens (Metropol-Theater Berlin-Mitte)
- 1976: Neil Simon/Cy Coleman: Sweet Charity (Charity) – Regie: Hans-Joachim Martens (Metropol-Theater Berlin-Mitte)
- 1979: Bela Szakcsi-Lakatos/Geza Csemer: Die rote Karawane (Dinka) – Regie: Hans-Joachim Martens (Metropol-Theater Berlin-Mitte)
- 1981: Krzystof Pankiewicz/Marek Alaszewski: Mitsommernachtstraum (Titania) – Regie: Hans-Joachim Martens (Metropol-Theater Berlin-Mitte)

## Hörspiele
- 1980: Günter Spranger: Der Strick an dem du hängen wirst (Claudia)  –  Regie: Klaus Zippel (Kriminalhörspiel – Rundfunk der DDR)
- 1998: Michail Bulgakow: Der Meister und Margarita – Regie: Petra Meyenburg (Hörspiel (30 Teile) – MDR)